# 게이오 그룹
게이오 그룹(京王グループ)은 게이오 전철을 중심으로 하는 일본의 기업 그룹이다. 2006년 2월 1일 현재 43개사로 구성되어 있다.
그룹의 캐치프레이드는 '당신과 새로운 내일로'(あなたと あたらしい あしたへ)
참고로, 미야기현 센다이시에 본사를 두는 휴대전화 판매회사인 '주식회사 게이오즈 홀딩즈'(株式会社京王ズホールディングス)와는 현재는 관계가 없다.

## 그룹 회사

### 운수업

#### 철도
- 게이오 전철 주식회사 (도쿄도 다마시)
- 미타케 등산철도 (御岳登山鐵道) 주식회사 (도쿄 도 오메시)

#### 버스
- 게이오 전철 버스 (京王電鉄バス) 주식회사 (도쿄 도 후추시)
- 게이오 버스 고가네이 (京王バス小金井) 주식회사 (도쿄 도 고가네이시)
- 게이오 버스 주오 (京王バス中央) 주식회사 (도쿄 도 후추 시)
- 게이오 버스 히가시 (京王バス東) 주식회사 (도쿄 도 후추 시)
- 게이오 버스 미나미 (京王バス南) 주식회사 (도쿄 도 후추 시)
- 다마 버스 (多摩バス) 주식회사 (도쿄 도 하치오지시)
- 니시도쿄 버스 (西東京バス) 주식회사 (도쿄 도 하치오지 시)

#### 택시
- 게이오 자동차 주식회사 (도쿄 도 하치오지 시)

#### 화물수송
- 게이오 운수 주식회사 (도쿄 도 다마 시)

### 소매업
- 주식회사 엘리트 (도쿄 도 시부야구)
- 주식회사 게이오 아트만 (도쿄 도 다마 시)
- 게이오 그린 서비스 주식회사 (도쿄 도 후추 시)
- 주식회사 게이오 상사 (도쿄 도 다마 시)
- 게이오 식품 주식회사 (도쿄 도 다마 시) - 제과점 '르빠'를 경영.
- 게이오 서적판매 주식회사 (도쿄 도 다마 시)- 서점 '게이분도 서점'(啓文堂書店) 을 경영.
- 주식회사 게이오 스토어 (도쿄 도 다마 시)
- 주식회사 게이오 도모노카이 (도쿄 도 신주쿠 구)
- 주식회사 게이오백화점 (京王百貨店, 도쿄 도 시부야 구)
- 게이오 리테일 서비스 주식회사 (도쿄 도 시부야 구)

### 부동산업
- 게이오 지하주차장 주식회사 (도쿄 도 시부야 구) - 게이오 몰 등을 운영.
- 게이오부동산 주식회사 (京王不動産) (도쿄 도 시부야 구)

### 레저 및 서비스업
- 주식회사 게이오 에이전시 (도쿄 도 신주쿠 구)
- 게이오 관광 주식회사 (도쿄 도 시부야 구)
- 주식회사 게이오 코스튬 (도쿄 도 다마 시)
- 주식회사 게이오 패스포트 클럽 (도쿄 도 시부야 구)
- 주식회사 게이오 플라자 호텔 (도쿄 도 신주쿠 구) - 신주쿠, 하치오지, 다마 소재 호텔을 경영.
- 주식회사 게이오 플라자 호텔 삿포로(札幌) (홋카이도 삿포로시 주오 구(中央区))
- 주식회사 게이오 프렛소 인 (도쿄 도 신주쿠 구)
- 게이오 레크리에이션 주식회사(도쿄 도 다마 시)
- 주식회사 신도쿄 엘리트(新東京エリート, 도쿄 도 시부야 구)
- 주식회사 레스토랑 게이오 (도쿄 도 후추 시) - 카레전문점 '카레 숍 C&C'를 경영.

### 그 외
- 주식회사 게이오 어카운팅(京王アカウンティング, 도쿄 도 다마 시)
- 게이오 건설 주식회사 (京王建設株式会社, 도쿄 도 후추 시)
- 주식회사 게이오 육아 서포트 (株式会社京王子育てサポート, 도쿄 도 신주쿠 구)
- 게이오 중기정비 주식회사 (京王重機整備, 도쿄 도 시부야 구)
- 주식회사 게이오 신시아 스탭 (도쿄 도 다마 시)
- 주식회사 게이오 설비 서비스 (도쿄 도 시부야 구)
- 주식회사 게이오 비즈니스 서포트 (도쿄 도 다마 시)
- 게이오 유스 플라자 주식회사 (도쿄 도 신주쿠 구)
- 주식회사 게이오 IT 솔류션즈 (도쿄 도 다마 시) - 구 게이오 네트워크 커뮤니케이션즈와 게이오 정보시스템이 2007년 4월 1일 합병.
- 도쿄특수차체 주식회사 (도쿄 도 하치오지시)